# Комиссаров, Олег Вадимович
Олег Вадимович Комиссаров (укр. Олег Вадимович Комісаров; 23 марта 1948 — 15 января 2024) — советский и украинский хоровой дирижёр, доктор философии (1984), профессор (1998); заслуженный деятель искусств Украины (1998), член-корреспондент Украинской технологической академии (2013).

## Биография
В 1997 г. организовал в Национальной музыкальной академии Украины имени П. И. Чайковского кафедру музыкальной педагогики и заведовал ею по 2007 г.
Профессор кафедры хорового дирижирования Киевского университета им. Б. Гринченко, Национальний педагогический университет Украины имени М.П,Драгоманова, Национальня музыкальная академия Украины имени П.И.Чайковского.
Скончался 15 января 2024 года на 76-м году жизни.

## Научная деятельность
Основные направления исследований — теория и методики коррекции и развития вербальной и вокальной речи детей в норме и патологии и с нарушениями в развитии, диагностика физиолого-акустических параметров речи, музыкальное воспитание школьников.
Разработал концепцию реабилитации голоса на фонетической основе родной речи.
Автор свыше 100 научных работ (статей, монографий, учебных программ, методических сборников).

### Избранные труды
- Комісаров О. В. Використання сучасних технологій вивчення артикуляції у формуванні вимови дітей // Науковий часопис НПУ імені М. П. Драгоманова : Сер. 19. — Зб. наук. праць, № 22. — Киев: НПУ ім. М. Драгоманова, 2012. — С. 98-103[1].
- Комиссаров О. В. Обучение пению школьников на фонетической основе родной речи : монография. — 2011[1].
- Комиссаров О. В. Фонетический метод в формировании вокально-артикуляционных навыков у учащихся младших классов : (На материале шк. УССР) : Автореф. дис. … канд. пед. наук. — М., 1984. — 20 с.

## Награды и признание
- Лауреат Всесоюзного фестиваля народного искусства СССР (1978)
- Почётная грамота ЦК ЛКСМ Украины (1978)
- Почётная грамота Министерства образования Украины (1986)
- заслуженный деятель искусств Украины (1998)[4]
- Почётная грамота Кабинета Министров Украины (2003)[5]
- Почётная Грамота Верховного Совета Украины "За особливі заслуги перед Українським народом" (18.06.2018, № 362-К)